# Národní památník Prisoner of War/Missing in Action
Památnik Prisoner of War/Missing in Action National Memorial byl uzákoněn kongresem 10. prosince 2004. Památník se nachází na vojenském hřbitově Riverside National Cemetery v Riverside v Kalifornii. Byl postaven na památku všem americkým válečným zajatcům a nezvěstným v boji. Památník tvoří bronzová socha představující svázaného člověka klečícího na kolenou. Socha je obklopena sloupy z černého mramoru, které vytvářejí dojem vězení.